# 坂俊一
坂 俊一（ばん しゅんいち、1950年12月13日 - ）は、日本の俳優、演出家。京都府京都市出身。

## 略歴・人物
- 高校卒業後、2年間の浪人生活を経て大阪外国語大学（現・大阪大学外国語学部）へ進学。その後、演劇を学ぶため中退して上京。1970年代に文学座の付属研究所を卒業後、各小劇団にて客演する。さらに劇団「射手座」を結成し、その後「坂企画」に名称変更。若手の研究劇団「麻布塾」も主宰する。2004年3月に行われた第1回葛飾区民ミュージカル「マリア先生と子供たちのハーモニー」のプロデュース、演出も手がける。
- 劇団の代表作に受験問題を取り上げた「不合格」、プロ野球のスカウトを主人公にした「スカウト」、フジテレビと提携して世界で初めてCGと舞台をドッキングさせた「カオリ」などがある。ドラマでは「ナニワ金融道」の猫田役、「ママまっしぐら!」の青山PTA会長役など、映画では「沈まぬ太陽」の日本航空123便墜落事故被害者の父親役などを演じる。
- 日本俳優連合の理事をしていたが、1999年9月に葛飾区文化国際財団の要請を受け、演技養成学校「かつしかドラマスクール」を2000年に設立し、主任講師を務める。また、同スクールの卒業生を中心に葛飾プロフェッショナル区民劇団「katsushika H.A.M」（現、麻布塾）を設立。オスカープロモーション元演技講師、日本演出者協会会員。
- 軽妙な演技が特徴。人間の生き様をどう表現するか、またその登場人物がその作品の中でどう自然に存在するかということを主眼に置く。主にジーン・ハックマン、ポール・ニューマン、ロバート・ショウなどの演技に影響を受けている。
- 趣味は競馬と酒。好物は蕎麦。
- 特技は関西弁で、京都弁と大阪弁を区別して話せる。このため、上述の「ナニワ金融道」では第１作から第４作まで、出演者の方言指導で携わっている。
- 野球好きで大の阪神タイガースファン。

## 出演

### テレビドラマ
- そっとさよなら（1979年4月、読売テレビ）山田先生 役
- 草燃える（1979年、NHK）順徳院 役
- 太郎の青春（1980年1月、NHK銀河ドラマ）バーテンダー 役
- そば屋梅吉捕物帳 第25話「地獄の底で笑う奴」（1980年3月、12ch）
- ウルトラマン80（1980年、TBS）8話 ハイカー 役
- 獅子の時代（1980年6月、NHK） 官吏 役
- 特捜最前線 NO.164「再会、容疑者は刑事の妹」（1980年5月、テレビ朝日）
- 生きて行く私（1984年5月）
- 銭形平次スペシャル（1987年1月、NTV） 手代 役
- 君の瞳をタイホする!（1988年2月、CX） 警察官 役
- 武田信玄（1988年、NHK） 伝令 役
- 君が嘘をついた（1988年11月、CX） 団子屋の課長 役
- フローズンナイト 「凍てつく真夏の夜」（1989年8月、CX） 代議士秘書 役
- 奇妙な出来事 「夫婦円満」（1990年3月、CX）
- この愛に生きて（1994年5月、CX）
- 恋人よ 2話（1995年10月、CX） 倉重貢次 役
- ナニワ金融道（1996年2月、CX） 猫田茂 役[1]
- Age,35 恋しくて（1996年4月、CX） 営業課長 役
- はぐれ刑事純情派 「セクハラで左遷!?笑った死体」（1996年6月、テレビ朝日） ゲスト 三上敬一 役
- はぐれ刑事純情派 「欠陥住宅にかみついた女」（1997年5月、テレビ朝日） ゲスト 関口 孝 役
- 南町奉行事件帖 怒れ!求馬（1998年2月、TBS） 梅蔵 役
- 月曜ミステリー劇場 「湯布院湯けむりツアー殺人事件」（1998年4月、TBS） 菅野寛夫 役
- 法医学教室の事件ファイル 「真犯人も知らない温かい死体の謎」（1998年5月、テレビ朝日） ゲスト 森島茂 役
- 火曜サスペンス劇場
  - 「警部補 佃次郎」第6話（1998年8月、NTV） 探偵 杉浦 亮 役
  - 「見知らぬ妻」
- 緋の稜線 50話（1998年8月、東海TV） 暁書房 佐々木 役
- 徳川慶喜（1998年11月、NHK） 写真師 河合正道 役
- けろりの道頓（1999年1月、CX） 代官 役
- こいまち（1999年3月、KTV） 第9話
- 学校の怪談 春のたたりスペシャル（1999年3月、CX） 教頭 役
- すずらん（1999年9月、NHK） 市の職員 役
- 火曜サスペンス 「一度死んだ妻」（2000年2月、NTV） 安川 役
- 花村大介 第7話（2000年8月、CX） 役員 役
- 月曜ミステリー劇場「千葉湯けむりツアー殺人事件」（2001年7月、TBS） 峯岸治彦 役
- 上条麗子の事件推理 「死を呼ぶ離婚慰謝料」（2001年9月10日、TBS） 三宅専務 役
- はるちゃん5（2001年9月、CX） 桑野部長 役
- 女と愛とミステリー 江戸小紋殺人事件（2001年10月、テレビ東京） 河西警部補 役
- ビッグマネー!〜浮世の沙汰は株しだい〜 8話（2002年4月、CX） 石川 役
- ママまっしぐら!（2002年11月、TBS） PTA会長 青山剛州 役
- ママまっしぐら!2（2003年11月、TBS） 同役
- 警視庁鑑識班 9話（2004年3月、NTV）
- ママまっしぐら!3（2004年11月、TBS） 青山剛州 役
- 月曜ミステリー劇場「那須塩原湯けむりツアー殺人事件」（2005年1月、TBS） 村田不動産社長 役
- ダイエットの女王 鈴木その子（2006年4月、NTV） 医師 役
- 水曜ミステリー9 如月祥子の事件ルポ（2006年2月、テレビ東京） 産婦人科病院長 久保 役
- 女と愛とミステリー 捜査検事・近松茂道5 （2006年3月、テレビ東京） ゲスト
- 芋たこなんきん（2007年1月、NHK）ホームレス 牛山 役
- 占い師 天尽 2話（2007年1月、中部日本放送）プロデューサー 新谷 薫 役
- 松本清張・最終章 わるいやつら 6話（2007年2月23日、テレビ朝日） 刑事 役
- 人生はフルコース（2007年7月、NHK） 鶴子の夫 役
- 女帝 第2話（2008年月、テレビ朝日）酔客 役
- その男、副署長2 第7話（2008年8月、テレビ朝日）高級湯豆腐店主 三宅役
- はぐれ刑事純情派スペシャル（2009年12月、テレビ朝日）議員秘書 役
- チェイス〜国税査察官〜 5話　（2010年5月、NHK）
- ゲゲゲの女房（2010年6月、NHK） 電気工・鎌田 役
- 天使の代理人 Episode5（2010年10月、THK）榎本久雄 役
- 江〜姫たちの戦国〜（2011年2月、NHK大河ドラマ） 第五話　公家 役
- 土曜ワイド劇場「法医学教室の事件ファイル34」（2012年2月11日、テレビ朝日）
- 匿名探偵 第4話（2012年11月2日、テレビ朝日）アパートの管理人 役
- 月曜ゴールデン「警視庁心理捜査官・明日香3」（2013年1月7日、TBS）南品川警察署・私服警察官・坂下　役
- 水曜ミステリー9「温泉女将ふたりの事件簿2」（2013年1月30日、TBS）会社重役　役
- 町医者ジャンボ!! 第11話（2013年9月12日、読売テレビ）近藤 役
- 月曜ゴールデン「税務調査官・窓際太郎の事件簿 第27話」（2014年7月28日、TBS）北海道の町役人 役
- 経世済民の男 「高橋是清」（2015年8月22日、NHK）日銀総裁　松尾臣善 役
- 相棒14 最終回スペシャル（2016年3月16日、テレビ朝日）警官 役
- とと姉ちゃん（1999年9月、NHK）ゲスト出演

### 映画
- あゝ野麦峠（1979年6月、東宝）会計 松沢 役
- こんにちはハーネス（1982年、全国映画センター）
- かあさんの樹
- 沈まぬ太陽（2009年10月、角川映画） 被害者の父、田中淳二 役

### 舞台
- クラップ最後のテープ（1984年、射手座） 一人芝居
- スカウト1〜4（1989年 - 1990年、坂企画）
- 病院物語（4丁目9番地）（1992年8月、坂企画） 演出・主演
- カオリ（ニチメンインタラクティブCGシアター、1993年3月、坂企画） プロデュース・出演
- 不合格（1995年1月、坂企画） 演出・主演
- ダイエット（1996年11月、坂企画） 演出・主演
- 嘘でもいいから殺人事件（坂企画） 演出・主演
- わが町（2009年3月、区民劇団katsushika HAM） 演出・出演
- 結婚（2012年11月、区民劇団katsushika HAM） 演出・出演　メタマーヤキン 役
- 夜の来訪者　アガサ・クリスティ作（2013年11月、区民劇団katsushika HAM） 演出・出演　警部 役
- 招かれざる客　アガサ・クリスティ作（2014年1月、区民劇団katsushika HAM） 演出・出演　トーマス警部 役
- 蜘蛛の巣　アガサ・クリスティ作（2014年1月、区民劇団katsushika HAM） 演出・出演　ロード警部 役
- そして誰もいなくなった アガサ・クリスティ作（2017年11月、劇団「麻布塾」旗揚げ公演） 演出・出演　ウォーグレイブ 役
- クラップの最後のテープ サミエル・ベケット作（2019年12月、劇団「麻布塾」本公演） 演出・出演　一人芝居、クラップ 役

### ナレーション
- 世界・わが心の旅 パリ華のパサージュ物語（1996年6月、NHK）

### CM
- 森永製菓「ポテロング」
- イー・トレード証券

### ゲーム
- 龍が如く 維新!（2014年2月） 神主・京都の老人 役